# Dongzhong
Dongzhong (kinesiska: 峒中镇, 峒中) är en köping i Kina. Den ligger i den autonoma regionen Guangxi, i den södra delen av landet, omkring 160 kilometer sydväst om regionhuvudstaden Nanning. Antalet invånare är 22919. Befolkningen består av 10 617 kvinnor och 12 302 män. Barn under 15 år utgör 22,0 %, vuxna 15-64 år 67 %, och äldre över 65 år 9,0 %.
Genomsnittlig årsnederbörd är 2 752 millimeter. Den regnigaste månaden är juli, med i genomsnitt 565 mm nederbörd, och den torraste är januari, med 25 mm nederbörd.